# عباس أحمد عطوي
عباس أحمد عطوي (مواليد 12 سبتمبر 1979) هو لاعب كرة قدم لبناني يلعب لصالح نادي دبي الإماراتي. يجيد اللعب في خط الوسط، وهو أحد لاعبي المنتخب اللبناني لكرة القدم منذ 2003. شارك في ثمان مباريات ضمن تصفيات كأس العالم 2010.

## مهنة النادي
نشأ في حي زقاق البلاط في بيروت. وبدأ لعب كرة القدم في الشوارع وهو في السادسة من عمره. انضم إلى نادي النجمة في 5 ديسمبر 1997، وسجل 114 هدفًا في أكثر من 500 مباراة خلال 10 سنوات. في عام 2012، أنتقل على سبيل الإعارة لعدة أشهر إلى نادي دبي في الإمارات العربية المتحدة. وأنهى عقده مع النجمة في 18 يناير 2017، بسبب بعض مشاكل.
في صيف 2017، انضم إلى الشباب العربي، قبل أن ينتقل إلى شباب الساحل في 4 يناير 2018، وسجل أربعة أهداف وقدم خمس تمريرات حاسمة في موسمه الأول. في 17 يوليو 2020، عاد للانضمام إلى النجمة بصفقة لمدة عامين.
في 2 سبتمبر 2021، انتقل إلى نادي الإخاء الأهلي عاليه في صفقة انتقال مجانية، بعمر 42 عامًا، وأصبح أكبر لاعب لبناني يوقع لنادٍ آخر. وفقًا للاتحاد الدولي لتاريخ وإحصاءات كرة القدم (IFFHS)، كان عباس عطوي رابع أكبر لاعب (وأقدم لاعب في الملعب) يلعب مباراة في الدرجة الأولى لبطولةٍ وطنية في عام 2022، وعمره 42 سنة و247 يوم، وكانت آخر مباراة له في الدوري اللبناني الممتاز عام 2022 ضد نادي سبورتينغ بيروت في 17 مايو.غادر الإخاء عباس عطوي في صيف 2022.

## مهنة دولية
في عام 2002، لعب مع منتخب لبنان الأولمبي في دورة الألعاب الآسيوية 2002، وسجل هدفًا ضد أفغانستان.
ظهر لأول مرة مع منتخب لبنان في مباراة ضد الأردن عام 2002، وشارك في تصفيات كأس العالم 2006 و2010 و2014. ولعب آخر مباراة دولية له في عام 2016.

## الإحصائيات

### دولية
| هدف | تاريخ          | مكان                                         | الخصم          | نتيجة | حصيلة | مسابقة                               |
| --- | -------------- | -------------------------------------------- | -------------- | ----- | ----- | ------------------------------------ |
| 1.  | 9 أبريل 2008   | ملعب مدينة كميل شمعون الرياضية، بيروت، لبنان | المالديف       | 3–0   | 4-0   | تصفيات كأس آسيا 2011                 |
| 2.  | 23 يناير 2009  | ملعب سوراكول، بوكيت، تايلاند                 | كوريا الشمالية | 0-1   | 0-1   | كأس الملك 2009                       |
| 3.  | 25 أغسطس 2009  | ملعب أمبيدكار، نيودلهي، الهند                | قرغيزستان      | 0-1   | 1-1   | كأس نهرو 2009                        |
| 4.  | 15 نوفمبر 2011 | ملعب مدينة كميل شمعون الرياضية، بيروت، لبنان | كوريا الجنوبية | 2-1   | 2-1   | تصفيات كأس العالم 2014               |
| 5.  | 14 ديسمبر 2012 | ملعب علي صباح السالم، الفروانية، الكويت      | الكويت         | 1-1   | 2-1   | بطولة اتحاد غرب آسيا لكرة القدم 2012 |
| 6.  | 26 أغسطس 2015  | ملعب صيدا البلدي، صيدا، لبنان                | العراق         | 1-1   | 2-3   | ودي                                  |
| 7.  | 8 أكتوبر 2015  | الملعب الوطني، بانكوك، تايلاند               | ميانمار        | 0-2   | 0-2   | تصفيات كأس العالم 2018               |

## الإنجازات

### النجمة
- الدوري اللبناني الممتاز: 1999–2000، 2001–02، 2003–04، 2004–05، 2008–09، 2013–14
- كأس الاتحاد اللبناني: 2015–16؛ الوصيف: 2020–21
- كأس النخبة اللبنانية: 1998، 2001، 2002، 2003، 2004، 2005، 2014، 2016، 2021
- كأس السوبر اللبناني: 2000، 2002، 2004، 2009، 2014، 2016؛ المركز الثاني: 2021

### شباب الساحل
- كأس النخبة اللبنانية : 2019.

### فردي
- أفضل لاعب في الدوري اللبناني الممتاز: 2005–06، 2013–14 [15]
- فريق الموسم في الدوري اللبناني الممتاز: 2001–02،[16] 2005–06،[17] 2006–07،[18] 2009–10،[19] 2013–14.[20]
- أفضل هدف في الدوري اللبناني الممتاز: 2006–07.[21]
- أفضل مزود تمريرة حاسمة في الدوري اللبناني الممتاز: 2006–07،[21] 2010–11،[22] 2012–13،[23][24] 2013–14.[15]

## وصلات خارجية
- عباس أحمد عطوي على موقع الاتحاد الدولي (مؤرشف)  (الإنجليزية)
- عباس أحمد عطوي على موقع قاعدة بيانات كرة القدم.إي يو (الإنجليزية)
- عباس أحمد عطوي على موقع ناشيونال فوتبول تيمز (الإنجليزية)
- عباس أحمد عطوي على موقع Soccerway.com (الإنجليزية)
- عباس أحمد عطوي على موقع كووورة
- إحصائيات اللاعب